# 아데노실코발라민
아데노실코발라민(영어: adenosylcobalamin, AdoCbl)은 메틸코발라민(MeCbl)과 함께 생물학적으로 활성 형태의 비타민 B12 중 하나이다. 조효소 B12(영어: coenzyme B12), 코밤아마이드(영어: cobamamide), 다이벤코자이드(영어: dibencozide)이라고도 한다.

프로피오네이트 대사 경로의 개략도. 아데노실코발라민은 L-메틸말론산-CoA를 숙시닐-CoA로 전환하기 위해 메틸말론산 돌연변이 효소에 의해 조효소로 필요하며, 그렇지 않으면 메틸말론산이 축적됩니다.

아데노실코발라민은 라디칼 매개 1,2-탄소 골격 자리옮김 반응에 보조 인자로 참여한다. 이러한 과정은 탄소-코발트 결합의 균질 해리를 통한 디옥시아데노실 라디칼의 형성을 필요로 한다. 이 결합은 31 kcal/mol의 결합 해리 에너지로 매우 약하며, 효소 활성 부위의 화학적 환경에서 더 낮아진다. 아데노실코발라민을 보조 인자로 사용하는 효소로는 메틸말로닐-CoA 뮤테이스(MCM)가 있다.

## 같이 보기
- 코발라민 생합성
- 메틸코발라민
- 하이드록소코발라민
- 사이아노코발라민
- 비타민 B12
- 일산화 질소